# Codici ICAO B

## BG - Groenlandia
| Codice ICAO | Codice IATA | Nome Aeroporto                                         | Località                 |
| ----------- | ----------- | ------------------------------------------------------ | ------------------------ |
| BGAA        |             | Aeroporto di Aasiaat                                   | Aasiaat                  |
| BGAG        |             | Aeroporto di Aappilattoq (Avanaata)                    | Aappilattoq (Qaasuitsup) |
| BGAK        |             | Aeroporto di Aasiaat                                   | Aasiaat                  |
| BGAK        |             | Aeroporto di Akunnaaq                                  | Akunnaaq                 |
| BGAM        |             | Aeroporto di Anqmaqssalik                              | Ammassalik               |
| BGAP        |             | Aeroporto di Alluitsup Paa                             | Alluitsup Paa            |
| BGAQ        |             | Aeroporto di Aappilattoq (Kujalleq)                    | Aappilattoq (Kujalleq)   |
| BGAR        | JRK         | Aeroporto di Arsuk                                     | Arsuk                    |
| BGAS        |             | Aeroporto di Angisoq / Angissoq / Ammassalik Sletten   | Angisoq                  |
| BGAT        |             | Aeroporto di Aputiteeq / Aputiteq                      | Aputiteeq                |
| BGBW        | UAK         | Aeroporto di Narsarsuaq                                | Narsarsuaq               |
| BGCH        | JCH         | Aeroporto di Qasigiannguit                             | Qasigiannguit            |
| BGCO        |             | Aeroporto di Constable Pynt / Nerlerit Inaat-Constable | Constable Pynt           |
| BGDB        |             | Aeroporto di Daneborg                                  | Daneborg                 |
| BGDH        |             | Aeroporto di Danmarks Havn                             | Danmarks Havn            |
| BGDU        | DUN         | Aeroporto di Pituffik                                  | Dundas                   |
| BGEM        | JEG         | Aeroporto di Aasiaat                                   | Egedesminde              |
| BGET        |             | Aeroporto di Eqalugaarsuit                             | Eqalugaarsuit            |
| BGFD        |             | Aeroporto di Narsaq Kujalleq                           | Frederkisdal             |
| BGFH        | JFR         | Aeroporto di Paamiut                                   | Frederikshaab            |
| BGGD        | JGR         | Aeroporto di Kangilinnguit                             | Grønnedal                |
| BGGH        | GOH         | Aeroporto di Nuuk                                      | Godthaab                 |
| BGGN        | JGO         | Aeroporto di Qeqertarsuaq                              | Godhavn                  |
| BGHB        | JHS         | Aeroporto di Sisimiut                                  | Holsteinsborg            |
| BGIL        |             | Aeroporto di Ilimanaq                                  | Ilimanaq                 |
| BGIS        |             | Aeroporto di Isortoq                                   | Isortoq                  |
| BGIT        |             | Aeroporto di Ivittuut                                  | Ivittuut                 |
| BGJH        | JJU         | Aeroporto di Qaqortoq                                  | Julianehaab              |
| BGJN        | JAV         | Aeroporto di Ilulissat                                 | Jakobshavn               |
| BGKA        |             | Aeroporto di Kangaatsiaq                               | Kangaatsiaq              |
| BGKD        |             | Aeroporto di Kulusuk                                   | Kap Dan                  |
| BGKK        | KUS         | Aeroporto di Kulusuk                                   | Kulusuk                  |
| BGKL        |             | Aeroporto di Upernavik Kujalleq                        | Upernavik Kujalleq       |
| BGKM        |             | Aeroporto di Kuummiut                                  | Kuummiut                 |
| BGKQ        |             | Aeroporto di Kullorsuaq                                | Kullorsuaq               |
| BGKS        |             | Aeroporto di Kangersuatsiaq                            | Kangersuatsiaq           |
| BGKT        |             | Kap Tobin                                              | Kap Tobin                |
| BGLL        |             | Aeroporto di Illorsuit                                 | Illorsuit                |
| BGMO        |             | Aeroporto di Moriusaq                                  | Moriusaq                 |
| BGMQ        | JSU         | Aeroporto di Maniitsoq                                 | Maniitsoq                |
| BGMV        |             | Aeroporto di Mestersvig                                | Mestersvig               |
| BGNK        |             | Aeroporto di Niaqornaarsuk                             | Niaqornaarsuk            |
| BGNN        | JNN         | Aeroporto di Nanortalik                                | Nanortalik               |
| BGNQ        |             | Aeroporto di Nuugaatsiaq                               | Nuugaatsiaq              |
| BGNS        | JNS         | Aeroporto di Narsaq                                    | Narsaq                   |
| BGNT        |             | Aeroporto di Niaqornat                                 | Niaqornat                |
| BGNU        |             | Aeroporto di Nuussuaq                                  | Nuussuaq                 |
| BGOS        |             | Aeroporto di Orssuiorssuaq                             | Orssuiorssuaq            |
| BGPC        |             | Aeroporto di Prins Christians Sund                     | Prins Christians Sund    |
| BGQA        |             | Aeroporto di Qaanaaq                                   | Qaanaaq                  |
| BGQK        |             | Aeroporto di Kullorsuaq                                | Kullorsuaq               |
| BGQQ        |             | Aeroporto di Qaanaaq                                   | Qaanaaq                  |
| BGQT        |             | Aeroporto di Qaarsut                                   | Qaarsut                  |
| BGRS        |             | Aeroporto di Ravns Storo                               | Ravns Storo              |
| BGSC        | OBY         | Aeroporto di Ittoqqortoormiit                          | Scoresbysund             |
| BGSF        | SFJ         | Aeroporto di KANGERLUSSUAQ / Kangerlus Air Base        | Søndre Strømfjord        |
| BGSG        |             | Aeroporto di Sermiligaaq                               | Sermiligaaq              |
| BGSI        |             | Aeroporto di Siorapaluk                                | Siorapaluk               |
| BGSQ        |             | Aeroporto di Saqqaq                                    | Saqqaq                   |
| BGSS        | JHS         | Aeroporto di Sisimiut                                  | Sisimiut                 |
| BGST        | JSU         | Aeroporto di Maniitsoq                                 | Sukkertoppen             |
| BGSV        |             | Aeroporto di Savissivik                                | Savissivik               |
| BGTA        |             | Aeroporto di Tasiusaq                                  | Tasiusaq                 |
| BGTL        | THU         | Aeroporto di Thumamah                                  | Thule                    |
| BGTM        |             | Aeroporto di Timmiarmiut                               | Timmiarmiut              |
| BGTN        |             | Aeroporto di Tiniteqilaaq                              | Tiniteqilaaq             |
| BGUK        |             | Aeroporto di Upernavik                                 | Upernavik                |
| BGUM        | UMD         | Aeroporto di Qaarsut                                   | Uummannaq                |
| BGUP        | JUV         | Aeroporto di Upernavik                                 | Upernavik                |
| BGUQ        |             | Aeroporto di Uummannaq                                 | Uummannaq                |

## BI - Islanda
| BIAE |     | Aeroporto di Arngerdareyri          | Arngerdareyri          |
| BIAL |     | Aeroporto di Alftaver               | Alftaver               |
| BIAR | AEY | Aeroporto di Akureyri               | Akureyri               |
| BIBA |     | Aeroporto di Bakki                  | Bakki                  |
| BIBD |     | Aeroporto di Bíldudalur             | Bíldudalur             |
| BIBF |     | Aeroporto di Borgarf. Eystri        | Borgarf. Eystri        |
| BIBI |     | Aeroporto di Bæir                   | Bæir                   |
| BIBK |     | Aeroporto di Bakkafjordur           | Bakkafjordur           |
| BIBL | BLO | Aeroporto di Blonduos Hjaltabakki   | Blonduos Hjaltabakki   |
| BIBR |     | Aeroporto di Búðardalur             | Búðardalur             |
| BIDG |     | Aeroporto di Dagverðará             | Dagverðará             |
| BIDV | DJU | Aeroporto di Djupivogur             | Djúpivogur             |
| BIEG | EGS | Aeroporto di Egilsstadir            | Egilsstaðir            |
| BIEH |     | Aeroporto di Einholtsmelar          | Einholtsmelar          |
| BIFF |     | Aeroporto di Fáskrúðsfjörður        | Fáskrúðsfjörður        |
| BIFL |     | Aeroporto di Flúðir                 | Flúðir                 |
| BIFM | FAG | Aeroporto di Fagurholsmyri          | Fagurholsmyri          |
| BIFZ |     | Aeroporto di Forsæti                | Forsæti                |
| BIGE |     | Aeroporto di Geysir                 | Geysir                 |
| BIGF |     | Aeroporto di Grundarfjörður         | Grundarfjörður         |
| BIGH |     | Aeroporto di Gunnarsholt            | Gunnarsholt            |
| BIGJ |     | Aeroporto di Gjogur                 | Gjogur                 |
| BIGR | GRY | Aeroporto di Grimsey                | Grimsey                |
| BIGS |     | Aeroporto di Grímsstaðir            | Grímsstaðir            |
| BIHE |     | Aeroporto di Herðubreiðarlind       | Herðubreiðarlind       |
| BIHI |     | Aeroporto di Hverarvellir           | Hverarvellir           |
| BIHK |     | Aeroporto di Holmavik               | Holmavik               |
| BIHL |     | Aeroporto di Hella                  | Hella                  |
| BIHN | HFN | Aeroporto di Hornafjordur           | Hofn/Akurnes           |
| BIHR |     | Aeroporto di Hvolsvöllur            | Hvolsvöllur            |
| BIHS |     | Aeroporto di Hrafnseyri             | Hrafnseyri             |
| BIHT |     | Aeroporto di Holt                   | Holt                   |
| BIHU | HZK | Aeroporto di Husavik                | Húsavík                |
| BIHV |     | Aeroporto di Hvammstangi            | Hvammstangi            |
| BIHX |     | Aeroporto di Hrauneyjafoss          | Hrauneyjafoss          |
| BIHY |     | Aeroporto di Hrísey                 | Hrísey                 |
| BIHZ |     | Aeroporto di Húsafell               | Húsafell               |
| BIID |     | Aeroporto di Ingjaldssandur         | Ingjaldssandur         |
| BIIS | IFJ | Aeroporto di Isafjordur             | Ísafjörður             |
| BIKA |     | Aeroporto di Kaldármelar            | Kaldármelar            |
| BIKE |     | Aeroporto di Kerlingarfjöll         | Kerlingarfjöll         |
| BIKF | KEF | Aeroporto di Keflavík               | Reykjavík              |
| BIKJ |     | Aeroporto di Króksfjarðarnes        | Króksfjarðarnes        |
| BIKL |     | Aeroporto di Kirkjubæjarklaustur    | Kirkjubæjarklaustur    |
| BIKP | OPA | Aeroporto di Kopasker               | Kopasker               |
| BIKR | SAK | Aeroporto di Saudarkrokur           | Skagafjörður (comune)  |
| BIMK |     | Aeroporto di Múlakot                | Múlakot                |
| BIMM |     | Aeroporto di Melgerðismelar         | Melgerðismelar         |
| BIMN |     | Aeroporto di Melanes                | Melanes                |
| BIMS |     | Aeroporto di Mosfellssveit          | Mosfellssveit          |
| BIND |     | Aeroporto di Nýidalur               | Nýidalur               |
| BINF | NOR | Aeroporto di Nordfjordur Neskapstad | Nordfjordur Neskapstad |
| BIOF |     | Aeroporto di Ólafsfjörður           | Ólafsfjörður           |
| BIPA | PFJ | Aeroporto di Patreksfjordur         | Patreksfjörður         |
| BIRE |     | Aeroporto di Reykhólar              | Reykhólar              |
| BIRF |     | Aeroporto di Rif                    | Rif                    |
| BIRG | RFN | Aeroporto di Raufarhofn             | Raufarhofn             |
| BIRK | RKV | Aeroporto di Reykjavík Airport      | Reykjavík              |
| BIRL |     | Aeroporto di Reykjahlíð             | Reykjahlíð             |
| BIRS |     | Aeroporto di Reykjanes              | Reykjanes              |
| BISG |     | Aeroporto di Steinasandur           | Steinasandur           |
| BISH |     | Aeroporto di Stóra-Holt             | Stóra-Holt             |
| BISI | SIJ | Aeroporto di Siglufjordur           | Siglufjordur           |
| BISK |     | Aeroporto di Skógarsandur           | Skógarsandur           |
| BISN |     | Aeroporto di Svínafell              | Svínafell              |
| BISP |     | Aeroporto di Sprengisandur          | Sprengisandur          |
| BISR |     | Aeroporto di Stórikroppur           | Stórikroppur           |
| BISS |     | Aeroporto di Sandskeid              | Sandskeid              |
| BIST |     | Aeroporto di Stykkisholmur          | Stykkishólmur          |
| BISV |     | Aeroporto di Skálavatn              | Skálavatn              |
| BITE | TEY | Aeroporto di Thingeyri              | Thingeyri              |
| BITF |     | Aeroporto di Tálknafjörður          | Tálknafjörður          |
| BITH | THO | Aeroporto di Thorshofn              | Thorshofn              |
| BITM |     | Aeroporto di Thórsmörk              | Thórsmörk              |
| BITN |     | Aeroporto di Thórshöfn (syðralón)   | Thórshöfn (syðralón)   |
| BITO |     | Aeroporto di Thorísós               | Thorísós               |
| BIVI |     | Aeroporto di Vík                    | Vík í Mýrdal           |
| BIVM | VEY | Aeroporto di Vetsmannaeyjar         | Vetsmannaeyjar         |
| BIVO | VPN | Aeroporto di Vopnafjordur           | Skjaldthingsstadird    |